# Paranaíba (flod)
 Ikke at forveksle med Parnaíba (flod).
Paranaíba er en flod i Brasilien, der danner grænsen mellem delstanerne Minas Gerais og Goiás. Den opstår i 1.148 meters højde i bjergområderne i Minas Gerais og løber vestover til den munder ud i floden Paraná. Paraná er en af de største floder i Latinamerika, og løber sammen med Rio Paraguai længre mod syd i Argentina. 
Paranaíba-floden er 1.170 km lang og er dæmmet op til kraftproduktion tre steder, regnet ovenfra og nedover i flodens hovedretning:
- Emborcação-dæmningen (1982), 158 m høj dam, reservoir 446 km², effekt 1192 MW.
- Itumbiara-dæmningen (1980), 106 m høj dam, reservoir 778 km², effekt 2082 MW.
- São-Simão-dæmningen (1978), 127 m høj dam, reservoir 722 km², effekt 1710 MW.

De to førstnævnte reservoirer har hver ganske nøjagtig 17.500 millioner m³ vandvolumen, mens São Simão har et magasinvolumen på 12,7 millioner m³.

19°13′21″S 46°10′28″V / 19.2225°S 46.1744°V